# もぐら横丁
『もぐら横丁』（もぐらよこちょう）は、1953年に公開された清水宏監督の日本映画。
尾崎一雄の、自身の日常生活に材をとった複数の小説を原作として、構成し直した作品である。役名の『緒方』は、尾崎自身が自己を投影した主人公に名付けているものである。

## スタッフ

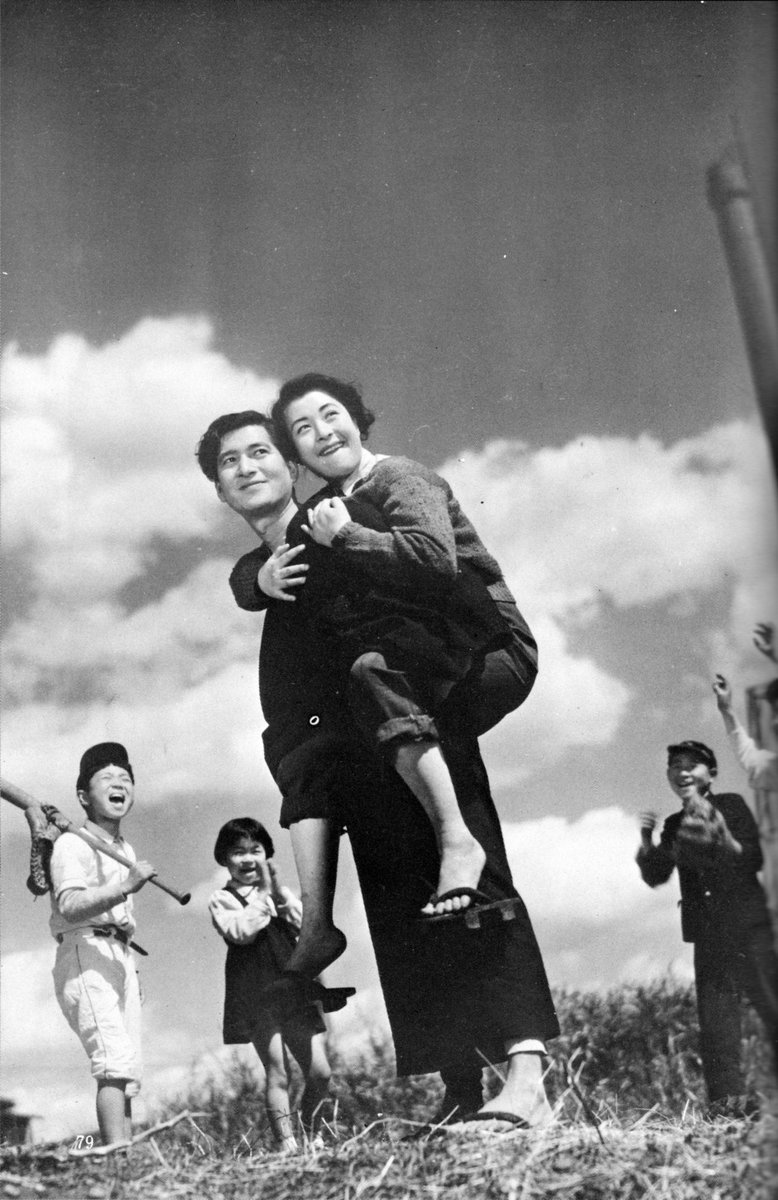
佐野周二(左)と島崎雪子（右）

以下のスタッフ名等は特に記載がない限りKINENOTEに従った。
- 監督 - 清水宏
- 製作 - 柴田万三
- 脚色 - 吉村公三郎、清水宏
- 原作 - 尾崎一雄 小説『もぐら横丁』、『なめくぢ横丁』、『芳兵衛物語』など
- 撮影 - 鈴木博
- 美術 - 鳥居塚誠一
- 音楽 - 大森盛太郎、小沢秀夫
- 録音 - 片岡造
- 照明 - 佐藤快哉
- 編集 - 笠間秀敏[2]

## キャスト
- 佐野周二 - 緒方一雄 [1]
- 島崎雪子 - 緒方芳枝 [1]
- 堀越節子[3] - 早瀬稀美子[4]
- 片桐余四郎 - 野々宮貞三 [1]
- 千秋実 - 深見喬 [1]
- 和田孝 - 伴克雄 [1]
- 日守新一[2] - 大家[4]
- 笠智衆[3] - 春光館主人[4]
- 増田順二 - 古井松武 [1]
- 若山セツ子 - 古井夫人 [1]
- 天知茂 - 光田文雄 [1]
- 杉寛[2] - 大観堂主人[4]
- 磯野秋雄 - 質屋の主人 [1]
- 田中春男[2] - 大観堂新経営者[4]
- 花岡菊子[2] - 女中お君[4]
- 児玉一郎[2] - 医者[4]
- 岡龍三[2] - アナウンサー[4]
- 森繁久彌[1] - 出岡[4]
- 宇野重吉[1] - 下宿屋[4]
- 尾崎士郎 - （特別出演） [4]
- 丹羽文雄 - （特別出演） [4]
- 檀一雄 - （特別出演） [4]
- 有馬新二[2]
- 尾上桂之祐[2]
- 神代あき子[2]
- 藤京子[2]
- 森悠子[2]